# Fédération sud-coréenne d'athlétisme
La Fédération sud-coréenne d'athlétisme (en coréen 대한육상경기연맹) est la fédération d'athlétisme de la Corée du Sud dont le siège est à Séoul. Se voulant l'héritière de la fédération de la Corée unifiée, elle ne porte que le nom de coréenne et son symbole international est KOR. Elle organise les 11es Championnats du monde d'athlétisme à Daegu en 2011. Elle relève du Comité olympique sud-coréen et de l'Association asiatique d'athlétisme. Elle est affiliée à l'IAAF depuis 1947.
Son sigle est KAAF qui a d'abord été l'acronyme de Korean Amateur Athletic Federation puis de la Korean Association of Athletics Federations (KAAF). 
En 2011, le président de la KAAF est Shin Pil-yul tandis que le secrétaire général est Hwang Kyu-hoon.